# Zakrîveț, Jîdaciv
Zakrîveț (în ucraineană Закривець) este un sat în comuna Bakivți din raionul Jîdaciv, regiunea Liov, Ucraina.

## Demografie
Componența lingvistică a localității Zakrîveț
     Ucraineană (100%)
Conform recensământului din 2001, toată populația localității Zakrîveț era vorbitoare de ucraineană (100%).